# Zimowe Igrzyska Olimpijskie Młodzieży 2020
3. Zimowe Igrzyska Olimpijskie Młodzieży – trzecie w historii zimowe igrzyska olimpijskie młodzieży, organizowane w Lozannie między 9 a 22 stycznia 2020 roku. Decyzję o przyznaniu praw do organizacji Międzynarodowy Komitet Olimpijski podjął 31 lipca 2015 roku.

## Rozgrywane dyscypliny
Uczestnicy zimowych igrzyskach młodzieży w Lozannie rywalizowali w kilkudziesięciu konkurencjach w 16 dyscyplinach sportowych. 
| - Biathlon (szczegóły) - Biegi narciarskie (szczegóły) - Bobsleje (szczegóły) - Curling (szczegóły) - Hokej na lodzie (szczegóły) - Kombinacja norweska (szczegóły) - Łyżwiarstwo figurowe (szczegóły) - Łyżwiarstwo szybkie (szczegóły) | - Narciarstwo alpejskie (szczegóły) - Narciarstwo dowolne (szczegóły) - Saneczkarstwo (szczegóły) - Short track (szczegóły) - Skeleton (szczegóły) - Skialpinizm (szczegóły) - Skoki narciarskie (szczegóły) - Snowboarding (szczegóły) |

## Harmonogram zawodów
| Styczeń               | 9 Cz | 10 Pt | 11 So | 12 Nd | 13 Pn | 14 Wt | 15 Śr | 16 Cz | 17 Pt | 18 So | 19 Nd | 20 Pn | 21 Wt | 21 Wt | 22 Śr | Konkurencje |
| --------------------- | ---- | ----- | ----- | ----- | ----- | ----- | ----- | ----- | ----- | ----- | ----- | ----- | ----- | ----- | ----- | ----------- |
| Ceremonie             | ●    |       |       |       |       |       |       |       |       |       |       |       |       |       | ●     | –           |
| Narciarstwo alpejskie |      | 2     | 2     | 1     | 1     | 2     | 1     |       |       |       |       |       |       |       |       | 9           |
| Narciarstwo dowolne   |      |       |       |       |       |       |       |       |       | 1     | 3     | 2     | ●     | 1     | 2     | 8,5         |
| Snowboarding          |      |       |       |       |       |       |       |       |       | 1     | 1     | 2     | 2     | 1     | 2     | 8,5         |
| Skialpinizm           |      | 2     |       |       | 2     | 1     |       |       |       |       |       |       |       |       |       | 5           |
| Biegi narciarskie     |      |       |       |       |       |       |       |       |       | 2     | 2     |       | 2     | 2     | 1     | 6,(3)       |
| Kombinacja norweska   |      |       |       |       |       |       |       |       |       | 2     |       | 1     |       |       | 1     | 2,8(3)      |
| Skoki narciarskie     |      |       |       |       |       |       |       |       |       |       | 2     | 1     |       |       | 1     | 2,8(3)      |
| Biathlon              |      |       | 2     | 1     |       | 2     | 1     |       |       |       |       |       |       |       |       | 6           |
| Hokej na lodzie       |      | ●     | ●     | ●     | ●     | ●     | 2     |       | ●     | ●     | ●     | ●     | 1     | 1     | 1     | 4           |
| Łyżwiarstwo figurowe  |      | ●     | ●     | 2     | 2     |       | 1     |       |       |       |       |       |       |       |       | 5           |
| Łyżwiarstwo szybkie   |      |       |       | 2     | 2     |       | 1     | 2     |       |       |       |       |       |       |       | 7           |
| Short track           |      |       |       |       |       |       |       |       |       | 2     |       | 2     |       |       | 1     | 5           |
| Bobsleje              |      |       |       |       |       |       |       |       |       |       | 1     | 1     |       |       |       | 2           |
| Saneczkarstwo         |      |       |       |       |       |       |       |       | 2     | 2     |       | 1     |       |       |       | 5           |
| Skeleton              |      |       |       |       |       |       |       |       |       |       | 1     | 1     |       |       |       | 2           |
| Curling               |      | ●     | ●     | ●     | ●     | ●     | ●     | 1     |       | ●     | ●     | ●     | ●     | ●     | 1     | 2           |
| Konkurencje           | –    | 4     | 4     | 6     | 7     | 5     | 6     | 3     | 2     | 10    | 10    | 10    | 6     | 6     | 8     | 81          |

## Reprezentacje
Na igrzyskach wzięło udział 1872 zawodników (po 936 obu płci) z 79 państw. Po raz pierwszy w zimowej edycji wystąpiły reprezentacje Albanii, Azerbejdżanu, Ekwadoru, Haiti, Hongkongu, Kosowa, Pakistanu, Kataru, Singapuru, Tajlandii, Turkmenistanu oraz Trynidadu i Tobago.

- Albania (1)[5]
- Andora (3)[6]
- Argentyna (16)[7]
- Armenia (1)[8]
- Australia (33)[9]
- Austria (63)[10]
- Azerbejdżan (1)[11]
- Belgia (9)[12]
- Białoruś (19)[13][14][15][16]
- Bośnia i Hercegowina (9)[17]
- Brazylia (12)[18]
- Bułgaria (18)[19]
- Chile (8)[20]
- Chiny (53)[21]
- Chińskie Tajpej  (14)[22]
- Chorwacja (10)[23]
- Cypr (1)[24]
- Czarnogóra (2)[25]
- Czechy (74)[26]
- Dania (26)[27]
- Ekwador (1)[28]
- Estonia (25)[29]
- Filipiny (2)[30]
- Finlandia (52)[31]
- Francja (61)[32]
- Grecja (12)[33]
- Gruzja (10)[34]
- Haiti (1)[35]
- Hiszpania (24)[36]
- Holandia (15)[37]
- Hongkong (4)[38]
- Iran (6)[39]
- Irlandia (2)[40]
- Islandia (4)[41]
- Izrael (3)[42]
- Japonia (72)[43]
- Kanada (78)[44]
- Katar (1)[45]
- Kazachstan (26)[46]
- Kirgistan (2)[47]
- Kolumbia (2)[48]
- Korea Południowa (40)[49]
- Kosowo (2)[50]
- Liban (3)[51]
- Liechtenstein (5)[52]
- Litwa (15)[53]
- Luksemburg (4)[54]
- Łotwa (30)[55]
- Macedonia Północna (5)[56]
- Malezja
- Meksyk (7)[57]
- Mołdawia (5)[58]
- Mongolia (6)[59]
- Niemcy (90)[60]
- Norwegia (55)[61]
- Nowa Zelandia (20)[62]
- Pakistan
- Polska (45)[63]
- Południowa Afryka
- Portugalia (2)[64]
- Rosja (106)[65]
- Rumunia (35)[66]
- San Marino (1)[67]
- Serbia (6)[68]
- Singapur (3)[69]
- Słowacja (49)[70]
- Słowenia (39)[71]
- Stany Zjednoczone (96)[72]
- Szwajcaria (112)[73]
- Szwecja (51)[74]
- Tajlandia (5)[75]
- Trynidad i Tobago (1)[76]
- Turcja (14)[77]
- Turkmenistan (1)[78]
- Ukraina (39)[79]
- Uzbekistan (1)[80]
- Węgry (23)[81]
- Wielka Brytania (28)[82]
- Włochy (67)[83]

## Obiekty
| Obiekt             | Lokolizacja    | Dyscypliny                                     |
| ------------------ | -------------- | ---------------------------------------------- |
| Alpine Centre      | Les Diablerets | Narciarstwo alpejskie                          |
| Curling Arena      | Champéry       | Curling                                        |
| Les Tuffes         | Prémanon       | Biathlon Kombinacja norweska Skoki narciarskie |
| Olympia Bob Run    | St. Moritz     | Bobsleje Saneczkarstwo Skeleton                |
| Park & Pipe        | Leysin         | Narciarstwo dowolne Snowboarding               |
| Skating Arena      | Lozanna        | Łyżwiarstwo figurowe Short track               |
| Speed Skating Oval | St. Moritz     | Łyżwiarstwo szybkie                            |
| Vallée de Joux     | Kanton Vaud    | Biegi narciarskie                              |
| Vaudoise Aréna     | Lozanna        | Hokej na lodzie                                |
| Winter Park        | Villars        | Narciarstwo dowolne Skialpinizm Snowboarding   |

## Maskotka
8 stycznia 2019 roku przed meczem szwajcarskiej ligi hokeja na lodzie pomiędzy Lausanne HC a HC Davos zaprezentowano maskotkę igrzysk. Yodli to połączenie trzech zwierząt charakterystycznych dla szwajcarskich alp - krowy, bernardyna i kozy. Barwy inspirowane są szwajcarską naturą, szczególnie niebieska charakteryzuje niebo lub jeziora, a szara – górskie kamienie. Żółte akcenty przywodzi typowe szwajcarskie dania z serem oraz słońce występujące na teremem tego państwa.

## Piosenka
Miesiąc przed rozpoczęciem igrzysk zaprezentowano oficjalną piosenkę. W wyniku głosowania we współpracy z Uniwersytetem Muzycznym w Lozannie wybrano utwór zatytułowany „Start now”. Muzykę skomponował Gaspard Colin. Tekst piosenki napisany jest przez studentów Uniwersytetu Muzycznego w Lozannie w czterech językach używanych w Szwajcarii. Wokalistami natomiast zostali: Romaine Müller (język szwajcarsko-niemiecki), Davide De Vita (język włoski), Joanne Gaillard (język francuski) oraz Ivo Orlik. Refren jest w języku angielskim, żeby pozostali uczestnicy tych igrzysk mogli wziąć ją na własność. Towarzyszy im trio z rogiem alpejskim, kwintet smyczkowy, François Christe na bębnach i Andrew Audiger na instrumencie klawiszowym.
Słowa Start now były także sloganem mającym na celu zainspirowanie nowego pokolenia do realizacji swoich marzeń.